# Araeopteron pleurotypa
Araeopteron pleurotypa är en fjärilsart som beskrevs av Turner 1902. Araeopteron pleurotypa ingår i släktet Araeopteron och familjen nattflyn. Inga underarter finns listade i Catalogue of Life.